# Live – Disney House of Blues Concert
Live – Disney House of Blues Concert – drugi koncertowy album zespołu Halford. Wcześniej można go było pobrać ze strony robhalford.com .

## Lista utworów
1. "Painkiller" Rob Halford, K.K. Downing, Glenn Tipton – 6:13
2. "Jawbreaker" Halford, Downing, Tipton – 3:32
3. "Resurrection" Halford, Patrick Lachman, Roy Z, John Baxter – 3:49
4. "Made in Hell" Halford, Roy Z, Baxter – 4:14
5. "One Will" Halford, Patrick Lachman,Roy Z, Mike Chlasciak, Bobby Jarzombek, Baxter – 3:36
6. "Hearts of Darkness" Halford, Roy Z, Baxter – 4:08
7. "Into the Pit" – 4:00
8. "Golgotha" Halford, Lachman, Chlasciak, Baxter – 4:38
9. "Cyber World" Halford, Roy Z, Chlasciak – 3:15
10. "Electric Eye" Halford, Downing, Tipton – 4:10
11. "Riding on the Wind" Halford, Downing, Tipton – 3:50

## Twórcy
- Rob Halford – wokal
- Roy Z – gitara
- Mike Chlasciak – gitara
- Mike Davis – gitara basowa
- Bobby Jarzombek – perkusja